# 克蘭菲爾德
克蘭菲爾德（Cranfield）是位於英國貝德福德郡西北的一個村莊和民政教區，介於貝德福德和米爾頓凱恩斯之間。
村鎮Bourne End位於克蘭菲爾德以北，是該民政教區的一部份。Wharley End本來不屬於克蘭菲爾德，但因為克蘭菲爾德大學建造的緣故，已算是該村子北部的一部份。該大學擁有一個科技園，並使用著克蘭菲爾德機場的一部份土地。
當地的聖彼得和聖保羅教堂（The Church of St Peter and St Paul）的歷史至少可以追溯至1600年。

## 外部連結
- Cranfield Football Club
- Cranfield Colts Football Club
- Cranfield Village Website
- Cranfield Technology Park （页面存档备份，存于）
- Account of Cranfield during the second world war Archive.today的存檔，存档日期2013-04-20